# Павліна Павлова
Павліна Петрова Павлова — болгарська поетеса і прозаїкиня.

## Життєпис
Павліна Павлова народилася 16 квітня 1949 року в Павлікенах. Закінчила середню школу в Горній Оряховиці та політекономію у Вищому економічному інституті імені Карла Маркса (сьогодні Університет національної та світової економіки). Ще студенткою почала співпрацювати з Радіо Софія своїми віршами, документальними оповіданнями, есе та репортажами.
16 квітня 1970 р. вперше в національному ефірі прозвучав цикл її віршів «Шлях до світанку» у виконанні Марії Русалієвої. Після цього вона зустріла свого майбутнього чоловіка Петара Ненова Петрова .
У 1979 році вийшля книга з творами молодих поетів, серед яких і її «П'ять молодих поетів. Вірші».
У 1990—1992 роках Павліна Павлова була призначена секретаркою директора Радіо Болгарії, але в той же час вона вела радіопередачу «Сигнал» у програмі Христо Ботева, брала участь у створенні та виданні газети «Інтелект» і першої газети для болгарських ромів «Цигани».
Вона є співзасновницею Спілки незалежних болгарських письменників (і членом її ради директорів), Спілки позаштатних письменників (і співголовою відділу «Художня література»), Відкритого товариства письменників « Балканський Декамерон» з головою Йосифом Петровим, асоціації «Віденський клуб» при Посольстві Австрії в Софії. Була учасницею жіночого літературного салону «Євгенія Марс».
У січні 1993 р. залишила Національне радіо і заснувала власну рекламну агенцію, яка в 1997 р. стала членом Всесвітньої асоціації рекламних агентств (IAA), а також Європейської асоціації рекламних агентств. З 2014 року агентство не працює.
Вона є членом Спілки болгарських письменників, Спілки болгарських журналістів, ЛІГИ БОЛГАРСЬКИХ ПИСЬМЕННИКІВ США ТА СВІТУ, Відкритого товариства письменників «Балканський Декамерон», Академії європейської культури «Орфеєва ліра», Світової Асоціація криміналістів «AIEP» та Ради директорів Фонду «Болгарська мова».
Входить до довідників «Хто є хто в Болгарії?» (1998) СК «Праця» та «Хто є хто?» «IBC» Кембридж — Англія, в енциклопедіях «Видатні болгарки» (2009) та «Болгарська журналістська енциклопедія» (2010).

## Творчість
Павліна Павлова — авторка прози та поезії для дітей і дорослих, афоризмів.
Її перші вірші, написані в шкільні роки, були класичними. Під час навчання її поглинула поезія Артура Лундквіста, і вона почала писати білим віршем, але не відмовляючись від класичного вірша. Під час керівництва Літературною школою при Центральному палаці піонерів, а пізніше при Національному палаці дітей, Павліна Павлова почала створювати збірки віршів у техніці верлібру, що містять нетрадиційні для болгарської поезії того періоду форми, такі як: рондо, терцина, епода, спенсеріанська строфа, газель, тріолет, александрин. Вона також публікувала сонети та сонетні вінки, рубаї.
У 2006 році вийшов її перший роман на історичну тематику «Земля під вітрами». Відтоді вона пише романи, що відображають перехідний період Болгарії, кримінальні, пригодницькі, фантастичні, дитячі романи, книги з казками, афоризмами, не припиняючи писати вірші. З 2008 року пише на історичну тематику.

## Книги
Авторка 69 книг (поезії та прози — до 2022 року).

## Нагороди та відзнаки
- 2018 рік — Національна літературна премія «Проф. Дімітар Дімов» за повну творчість у галузі художньої літератури.[3][24]
- 2014 рік — Перша премія «Атанас Мандаджиєв» за кримінальний роман «Вбивства в Золотій підкові».[25]
- 2013 рік — Національна літературна премія «Калина Малина» за комплексну творчість для дітей.[2]
- 2009 рік — «Золоте перо» від Спілки болгарських журналістів за внесок у болгарську культуру у зв'язку з Днем болгарської просвіти і культури та слов'янської писемності.
- 1995 рік — Європейська премія з поезії від Центру європейської культури «Альдо Моро», Італія, під егідою Ради Європи, Європейської асоціації вчителів та низки культурних установ.[26]

Критичні оцінки її творчості дали Яко Молхов, Боянка Константінова, Олександр Геров, Євтим Євтімов, Марін Кадієв, Пенчо Чернаєв та ін.